# Saint-Hostien
Saint-Hostien är en kommun i departementet Haute-Loire i regionen Auvergne-Rhône-Alpes i centrala Frankrike. Kommunen ligger i kantonen Saint-Julien-Chapteuil som tillhör arrondissementet Le Puy-en-Velay. År 2022 hade Saint-Hostien 694 invånare.

## Befolkningsutveckling
Antalet invånare i kommunen Saint-Hostien
| Referens: INSEE |